# 手語
手語（sign language）是一種不使用听觉-語音，而使用视觉-手势模式——以肢體動作、臉部表情来表達传达意义意思使用的語言。主要使用者和使用對象，是聽覺功能障礙者或言語功能障礙者。對一般大眾而言，手語不算通用；在聾聵人士的社群，手語則是相當常見的溝通方式。手語並非世界共通，手語會像口語一樣，依照地區的不同，發展一套屬於各該地區的手語。隨著各種手語發展，如今有數百種手語在聾人社會中通用。

## 語音
口語語言的必要成分是語音、詞彙和語法。而手語就以不同的「手形」和動向代替了語音這部分的分工。有些地方的手語研究工作者會把基本手形加以編碼（以美國手語字母為基礎），情況就像口語語言使用者為每個音素標音，技術上，手語使用者就可以使用這些「音標」，再加上箭頭以表示動向，作為以手語為本的簡單的書面記錄形式，而不需要動輒拍照或畫圖來作書面記錄。雖然這種情況並不普遍，各地手語也暫沒發展出以手語為本的規範通用文字，但技術上可行。鄧慧蘭編撰的《香港手語詞典》（Hong Kong Sign Language: a trilingual dictionary）就以這種把基本手形編碼的方法，作為詞典的檢索索引。

## 語法
大多數自然手語的語法都有著強烈的話題優先語言的特質。

## 詞彙
詞彙是不同國家的手語差異最大的地方，因為全球手語語法基本結構相同，而很多手語的基本詞彙都能顧「形」思義，但觀之即能意會，因此，好些聾人的國際會議裡，不同國籍、手語不同的聾人經常能在會議後餘興節目的交流當中，在互相認識了對方的手語十來個基本詞彙後，繼而以淺白詞彙解釋更深的詞彙的方法繼續交流，很快地就能做到在沒翻譯協助的情況下以手語交談，很多不了解箇中因由的健聽義工或社工會對這種情況不解而感到奇妙。然而儘管如此，若是詞彙差異較大的手語之間，則仍然需要手語間的手語翻譯員將源手語翻譯成目標手語。

## 种类
- 中國手語語系
  - 中國大陸手語（ZGS）
  - 香港手語（HKSL）
  - 澳門手語
- 日本手語語系
  - 日本手語（JSL）
  - 台灣手語（TSL）
  - 韓國手語（KSL）
- 法國手語語系
  - 法國手語（LSF）
  - 愛爾蘭手語（ISL）
  - 美國手語（ASL）
    - 泰國手語（TSL）
    - 尼加拉瓜手語（ISN）
- 英國手語語系
  - 英國手語（BSL）
  - 澳洲手語
  - 新西蘭手語
- 德國手語語系
  - 德國手語
  - 波蘭手語
  - 以色列手語
- 國際手語